# スパーク3人娘
スパーク3人娘（スパークさんにんむすめ）は、渡辺プロダクションに当時所属していた中尾ミエ・伊東ゆかり・園まりの3人の総称。
1962年の結成時に名付けられた。ザ・ピーナッツの後継として期待され、クレージーキャッツ主演の『シャボン玉ホリデー』などに出演し一時代を築く。確かな歌唱力で人気を博し、アメリカンポップス系を得意とする。「ナベプロ3人娘」や「ツイスト三人娘」、「3人娘」と呼ばれることもある。「三人娘」と漢字表記されることが多かった。

## メンバー
- それぞれの人物の詳細・ディスコグラフィは、各人物名の項目を参照のこと。

### 中尾 ミエ
- 本名：中尾美禰子
- 生年月日：1946年6月6日
- 血液型：O型
- 配偶者：なし（未婚）
- 子供：なし

- 1962年『可愛いベイビー』で歌手デビュー。同年「可愛いベイビー」にてNHK紅白歌合戦へ初出場。紅白歌合戦は通算8回出場。

### 伊東 ゆかり
- 本名：伊東信子
- 生年月日：1947年4月6日
- 血液型：AB型
- 配偶者：なし（1971年に佐川満男〈歌手〉と結婚、1976年離婚）
- 子供：長女・宙美（歌手）

- 11歳のとき（1958年6月）『かたみの十字架／クワイ河マーチ（映画「戦場に架ける橋」テーマソング』）でキングレコード（のちに移籍）より本格デビュー[4]。NHK紅白歌合戦通算11回出場。

### 園 まり
- 本名：薗部毬子
- 生年月日：1944年4月12日
- 没年月日：2024年7月26日（80歳没）
- 血液型：A型
- 配偶者：なし（未婚）
- 子供：なし

- 1960年11月、NETのオーディション番組『あなたをスターに』にて優勝。1961年4月、渡辺プロダクションと契約。1962年5月『鍛冶屋のルンバ』でレコードデビュー。1963年、中尾ミエ・伊東ゆかりと共に『キューティ・パイ・メドレー』にてNHK紅白歌合戦へ初出場。紅白歌合戦は通算6回出場。

## 経歴
1962年から1965年ごろまで3人で活動する機会が多かった。また3人が司会を務めたテレビ番組『森永スパーク・ショー』を放送。同番組名に含まれる「スパーク」が、「スパーク3人娘」の由来となる。3人での映画出演も果たした（主演作『ハイハイ3人娘』『続・若い季節』〈『続・若い季節』はモチーフとなったテレビ版にも出演〉や、準主演作『若い仲間たち うちら祇園の舞妓はん』〈主演はザ・ピーナッツ〉など）。
過去に2度、個人名義での出場ながら3人がNHK紅白歌合戦で共演したことがある（1963年〈第14回〉は「キューティー・パイ・メドレー」と称して3人が自身の持ち歌を順に歌唱〈伊東ゆかり「キューティ・パイ」→園まり「女王蜂」→中尾ミエ「バイ・バイ・バーディ」〉、1964年〈第15回〉は伊東ゆかりの楽曲「夢みる想い」を歌唱）。そのほか、3人が同時出場した年は存在するが、”3人による共演”というかたちでの出場は上記のみ（ただし共演時にはスパーク3人娘という名称は使用されなかった）。
正式な音楽ユニットではないため「○○年に解散した」という概念は存在しない。しかし、2005年発売のCD-BOX監修を務めた鈴木啓之は、1970年に伊東ゆかりが渡辺プロダクションから独立したこと、1971年に同事務所から小柳ルミ子と天地真理が、小柳と天地の狭間に南沙織がデビューし次世代の "新三人娘" が事実上誕生したことを挙げ、同時期にユニットとしての役割は終えたのではないか、と想定している。

## エピソード
誕生当初は、中尾ミエ・伊東ゆかりと沢リリ子（第一プロ所属）の3名で構成されていた。だが「同一プロ3人でやったほうがいいだろう」という渡辺プロの意向により、沢に代えて園まりを加入させた。
2004年に再結成。同年のNHK『思い出のメロディー』へ出演した。2005年より、全国ツアー『3人娘 Again Dream Concert Tour 2005』を展開。翌2006年も、『3人娘 Again Dream Concert Tour 2006』を開催した。2009年秋、コンサートを再開。2017年8月5日放送の第49回『思い出のメロディー』にて、3人娘としては最後のTV出演になると発表されたが、番組内にてリーダーの中尾が「すぐに撤回（TV出演）するかも（笑）」と語っていた。2019年8月5日放送の『徹子の部屋』にて伊東と園がゲスト出演した際には、中尾と3人で活動中であり「解散の予定も今の処はありません」と発言。2022年5月13日放送の同番組では3人勢ぞろいで、2024年1月31日放送では中尾と伊東がゲスト出演している。
新潟県の旧山古志村に対して、2004年の新潟県中越地震災害被災者へ向けた自立支援を目的に三人娘コンサート会場にて募金活動を行い、1500万円を寄付。基金を元に地元農家が「コシヒカリ三人娘生産者組合」を設立し、植酸栽培という自然農法で米作りを行った。3人は夏ごとに山古志村を訪れ、雑草取りなどで助力した。また2009年秋には、山古志村で三人娘コンサートを開催するなど、息の長い支援活動を続けていた。
2024年7月26日、園まりが急性心不全により80歳で死去した事を、日本歌手協会が同年8月1日に公表。園の訃報に関して、中尾は「思い返せば長い付き合いでした。嫌々組んだ3人だったけど結局これが運命だったのね。人生“終わり良ければ全て良し”というけれど、正にあなたの最期は見事でした。今となっては楽しい思い出を有難う」、伊東は「凄く寂しい、淋しい。お見舞いに行った時、コメント考えてねって…考えられる訳無いじゃない。60年以上のお付合いで、沢山の思い出が有り過ぎです。心の友、親友です。もう逢えないのね…」等と、それぞれ追悼のメッセージを発表した。